# Église Sainte-Catherine de Francfort
L'église Sainte-Catherine (en allemand : Katharinenkirche) est la plus grande église luthérienne de Francfort-sur-le-Main, dédiée à la sainte martyre Catherine d'Alexandrie. Elle est située dans le centre-ville près de l'une des places les plus célèbres de la ville, le Hauptwache.
Cette église est construite dans le style baroque pour une hauteur de 54 m. La construction a débuté en 1678 et achevé en 1681. Après avoir été détruite en 1944 à la suite des bombardements alliés pendant la Seconde Guerre mondiale, la reconstruction de l'église a eu lieu entre 1950 et 1954.